# Omicron aurantiopictum
Omicron aurantiopictum är en stekelart som beskrevs av Giordani Soika 1978. Omicron aurantiopictum ingår i släktet Omicron och familjen Eumenidae. Inga underarter finns listade i Catalogue of Life.